# Cucurbita foetidissima
Cucurbita foetidissima és una espècie de planta amb flors del gènere Cucurbita dins la família de les cucurbitàcies (Cucurbitaceae). És una planta nativa d'Amèrica de Nord, de les zones subtropicals de la part oest i central del sud dels Estats Unnits i de Mèxic del nord i central.

## Descripció
És una planta herbàcia monoica perenne, un geòfit tuberós de tiges prostrades puberulentes o escabres, amb circells ramificats i hirsuts. Les fulles son peciolades, triangulars, triangulars acuminades o triangulars lanceolades, amb dos o cap lòbuls. Amb els marges amb mucrons o dentats. Les flors es presenten solitàries a les axil·les, tenen un hipant en forma de campana d'entre 10 i 18 mm de llargària, el calze té con sèpals d'entre 10 i 25 mm, la corol·la està formada per cinc pètals de color groc soldats a la base formant un tub acampanat rematat per cinc lòbuls. Les flors masculines tenen un androceu format per tres estams i sense pistil·lodi. A les flors femenines al gineceu ovari és ínfer i tenen tres estaminodis. El fuit és una pepònide globosa, verda amb franges blanques que a la maturitat acabarà essent de color groguenc o ataronjat a la maturitat, que ateny un diàmetre d'entre 5 i 10 cm.

## Taxonomia
Aquesta espècie va ser publicada per primer cop l'any 1817 al segon volum de l'obra Nova genera et species plantarum pel botànic alemany Carl Sigismund Kunth (1788-1850).

### Sinònims
Els següents noms científics són sinònims de Cucurbita foetidissima:
- Sinònims homotípics

- Pepo foetidissimus (Kunth) Britton

- Sinònims heterotípics

- Cucumis foetidissimus Hemsl.
- Cucumis perennis E.James
- Cucurbita perennis (E.James) A.Gray
- Ozodycus perennis (E.James) Raf.

## Usos
De les llavors se n'obté un oli que els amerindis per a fer sabó. En la seva composició d'àcids grassos hi domina l'àcid linoleic (64,5%) i l'àcid oleic (17,1%).
Creix de pressa i alguns han proposat cultivar-lo com biocombustible o etanol

## Galeria

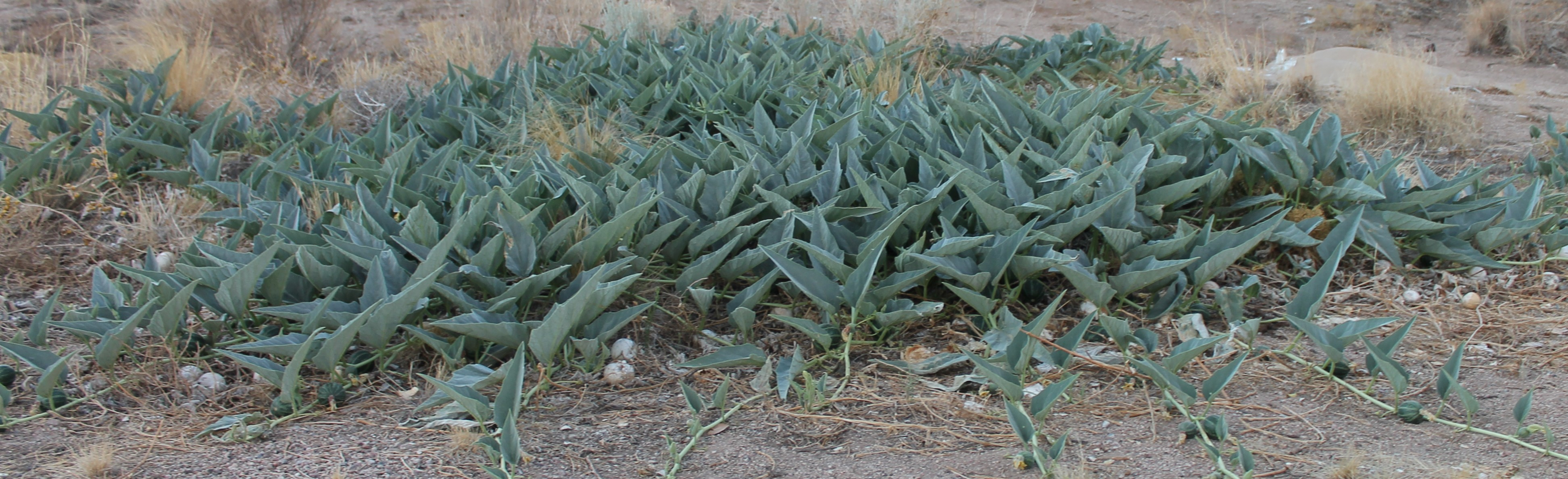
Aspecte general de la planta
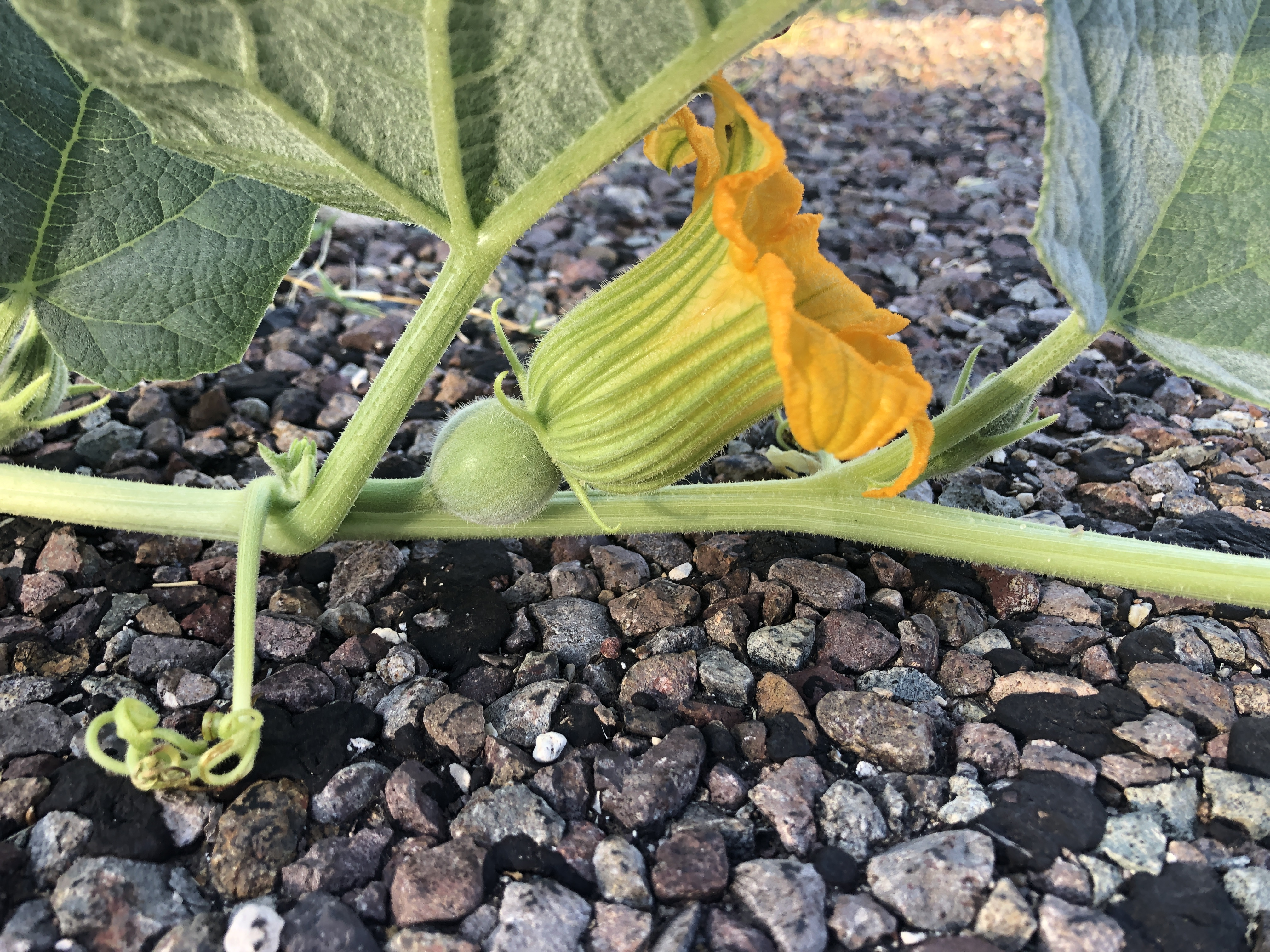
Flor femenina
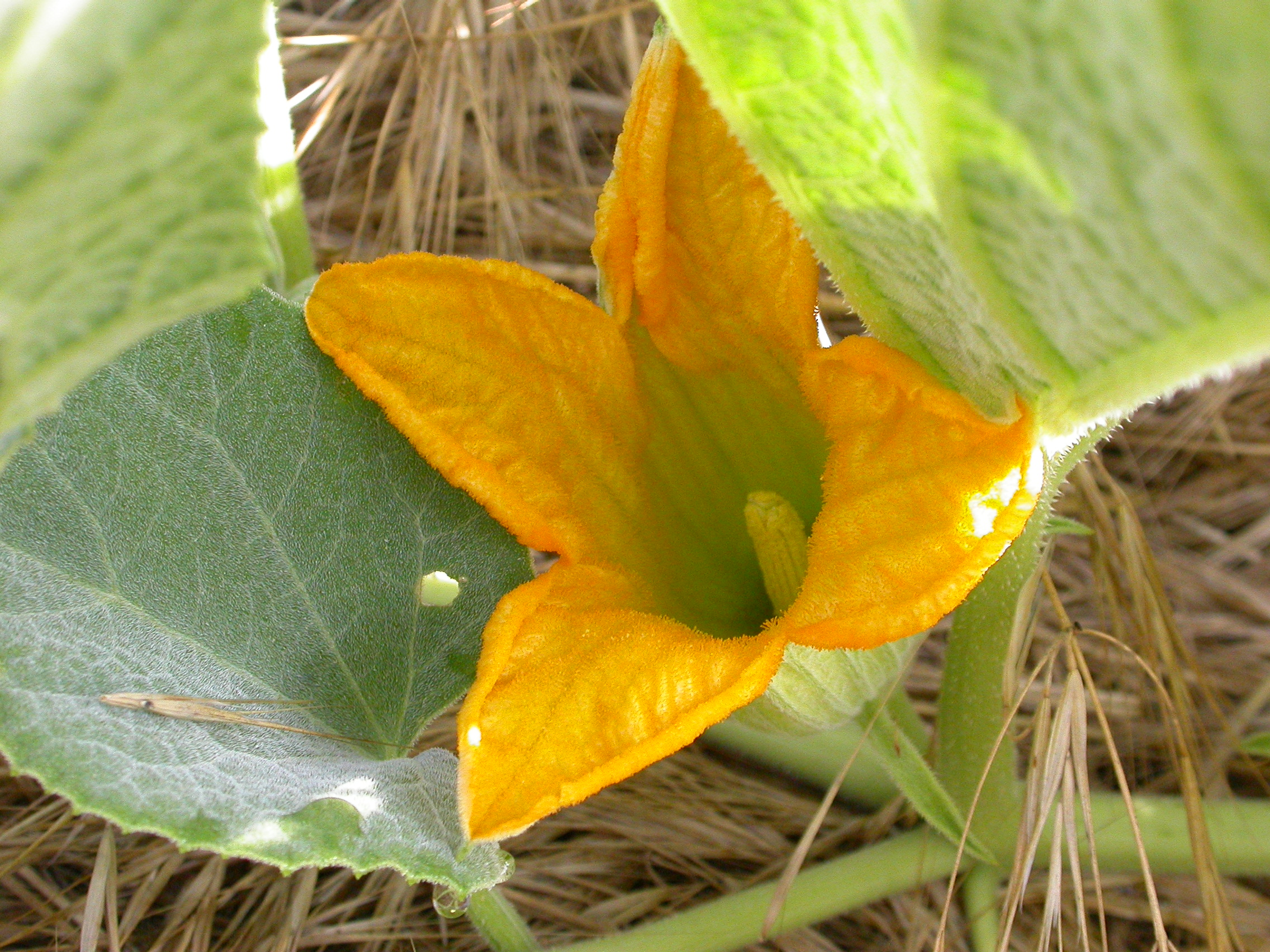
Flor masculina
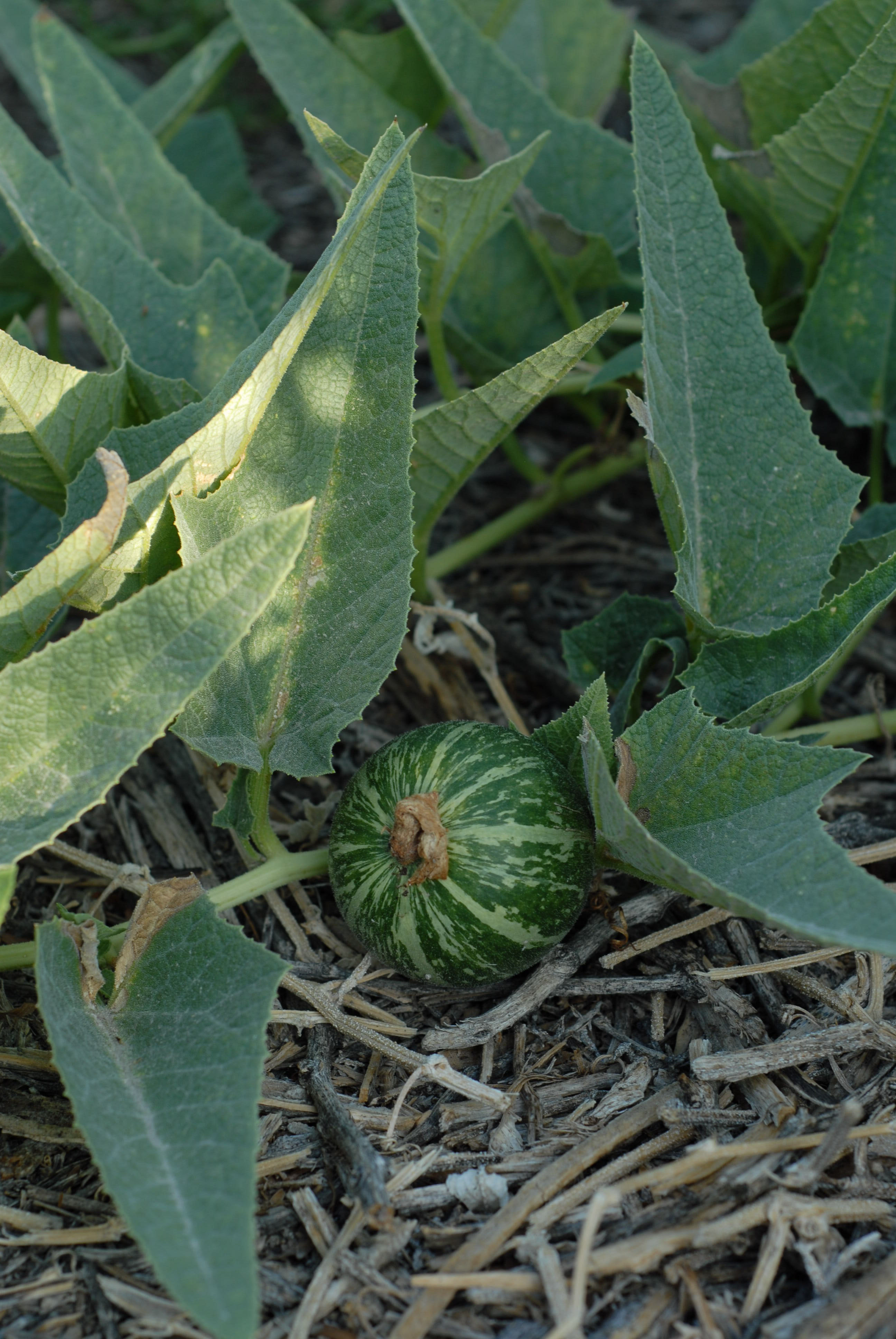
Vista de les fulles i un fruit immadur
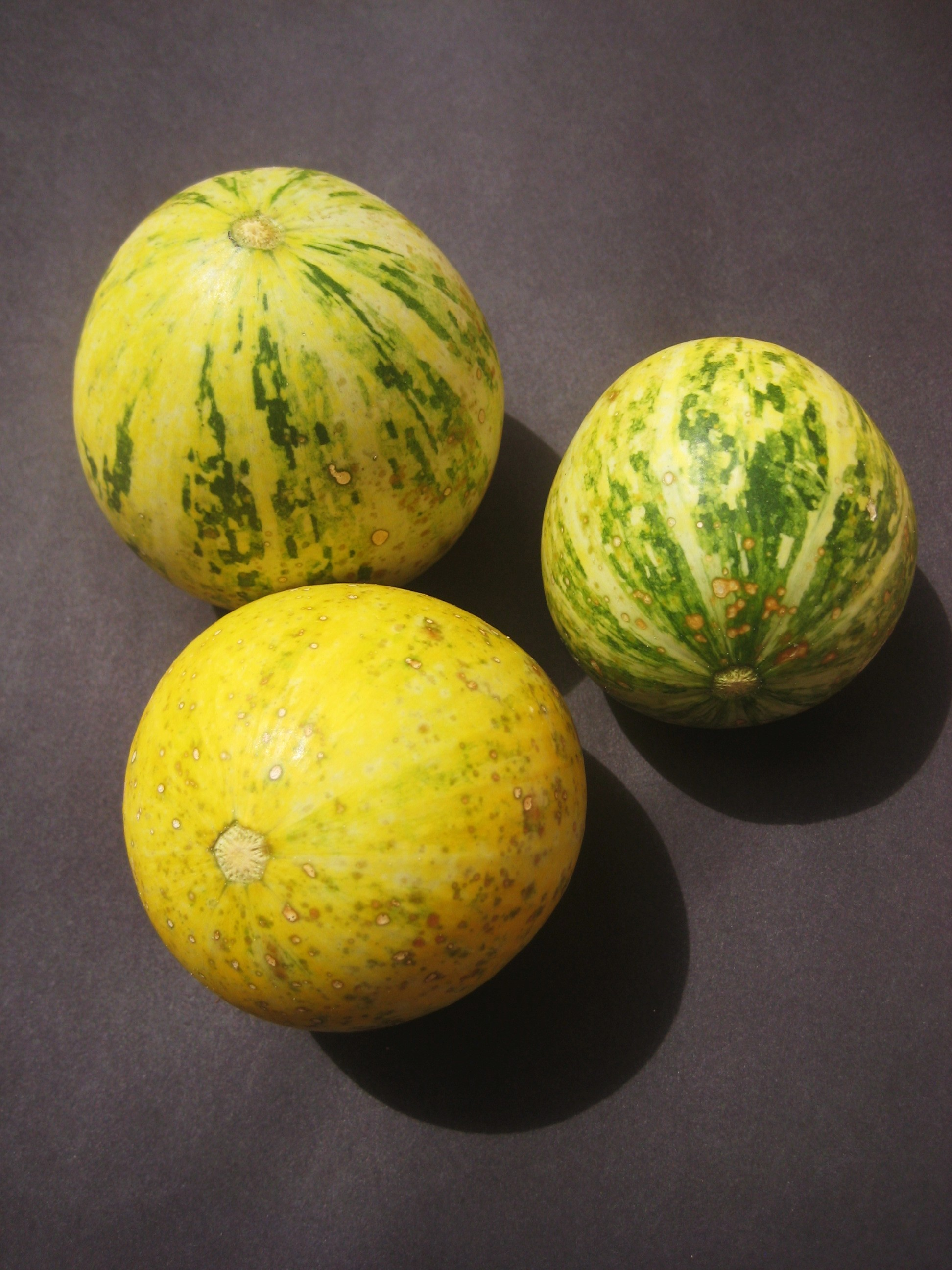
Tres aspectes del fruit en diferents estadis de maturitat